# 中建大廈

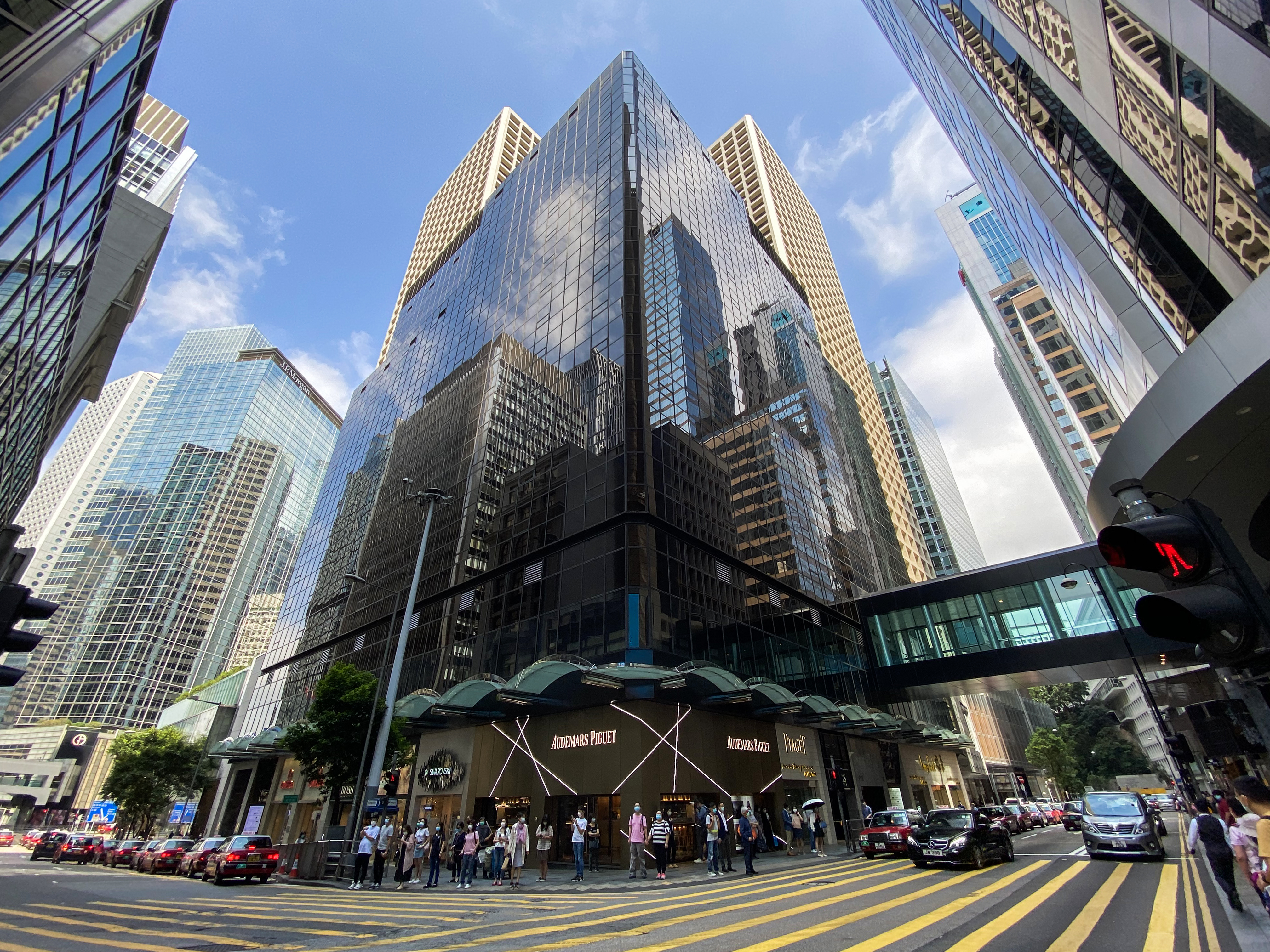
中建大廈

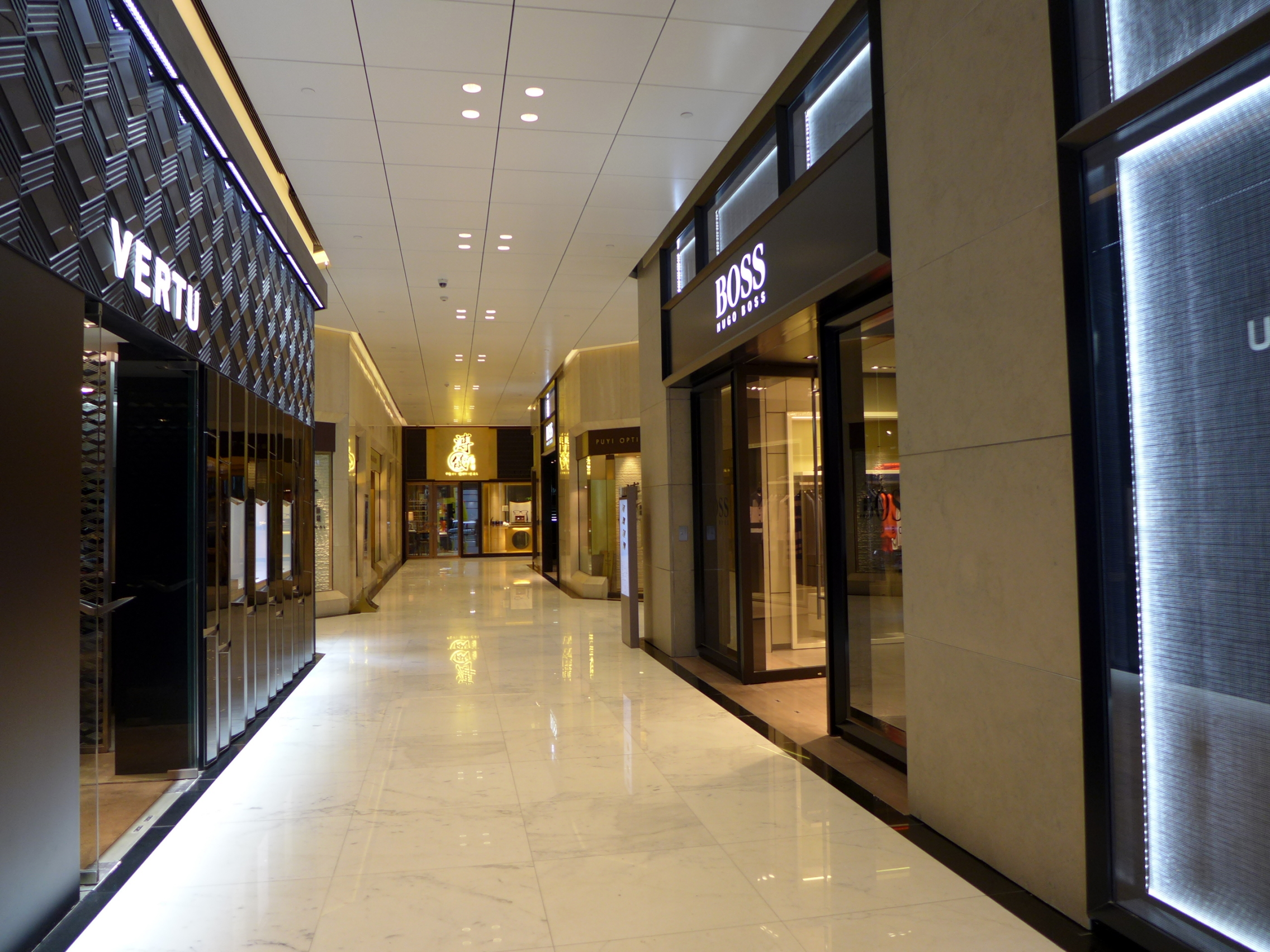
中建大廈地面商舖

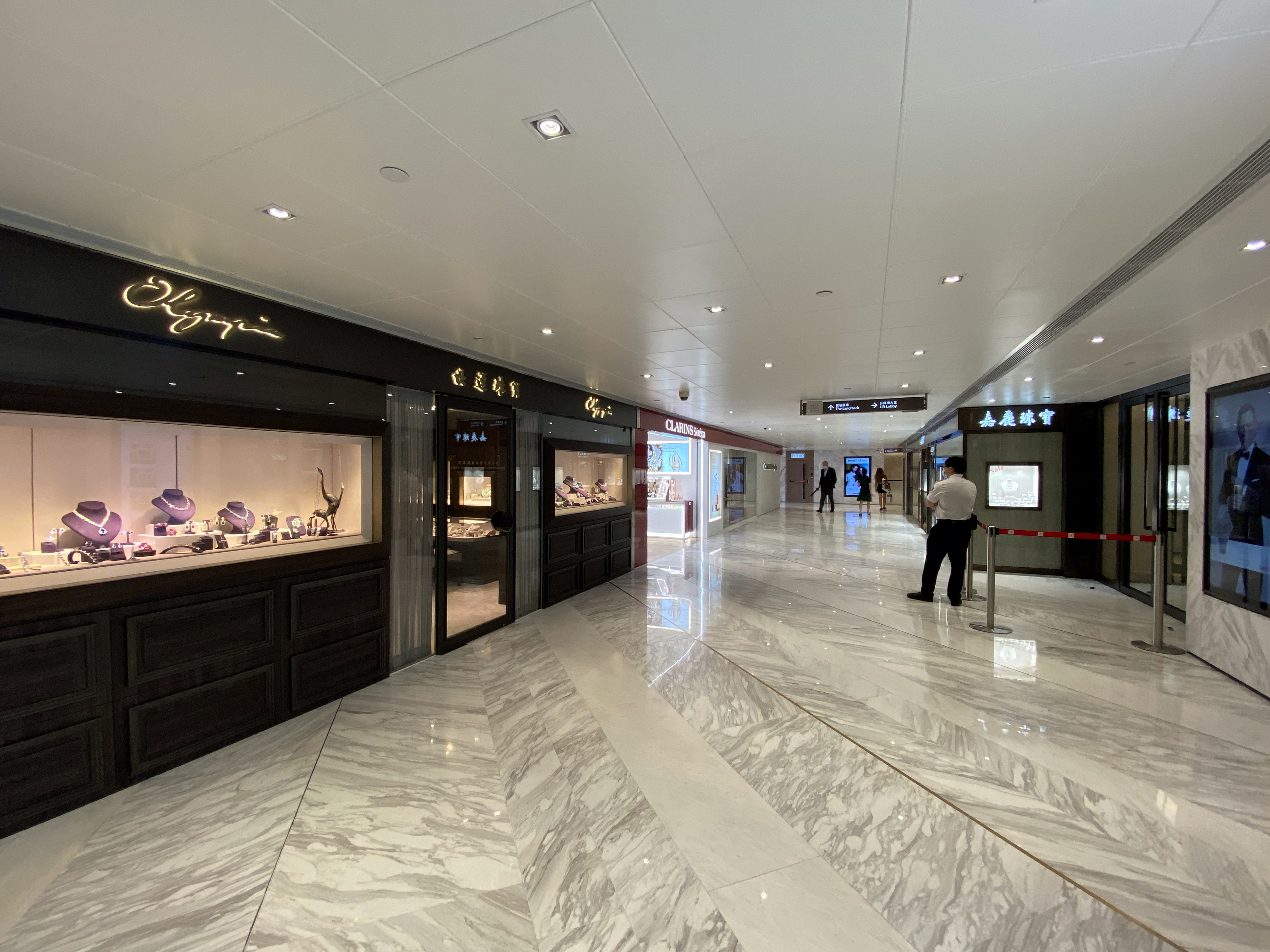
中建大廈2樓商舖（2020年）

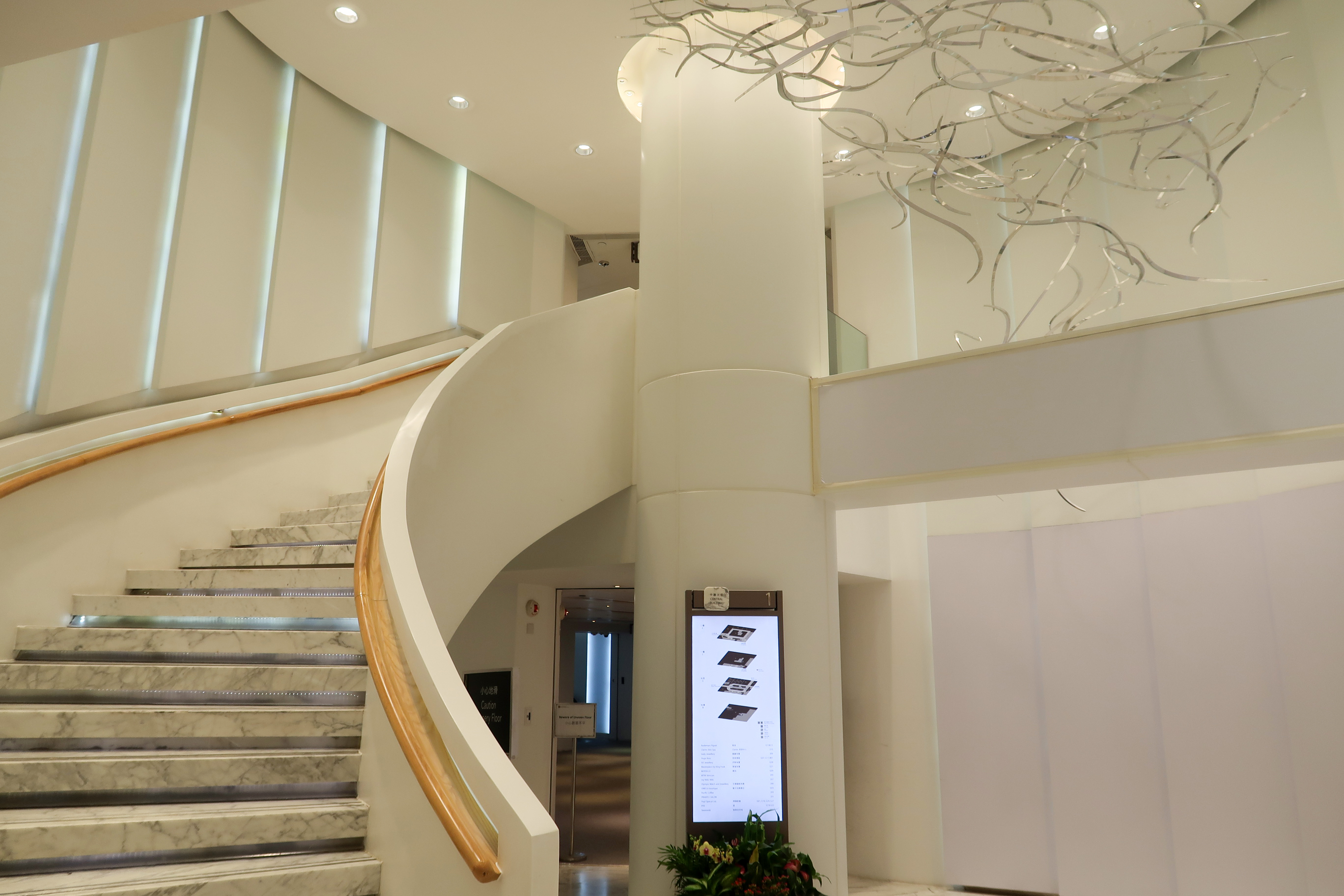
中建大廈連接置地廣場的旋轉樓梯，到2020年初翻新後改為普通樓梯

中建大廈位於香港中環畢打街1-3號，前身是香港大酒店。1952年，酒店宣佈關閉後，將北翼賣給香港置地，而南翼部分在1955年賣給由許愛周創立的中建企業，興建為中建大廈，於1958年落成。大廈樓高17層，地庫至2樓為商舖，3至17樓為寫字樓，中建企業總辦事處亦設於頂樓，每層樓面面積約14,654平方呎。大廈在1990年代和2019年進行翻新。

## 租戶
大廈現時是著名的醫生樓，多個香港的大名醫都在該處設診所駐診，有名醫大廈之稱，但是有部份人卻稱呼中建大廈為醫院。
2012年12月11日，德國男裝品牌HUGO BOSS剛以月租約650萬元，呎租433元，向中建許世勳家族租用中建大廈地下5至8號舖連地庫全層逾1.4萬方呎巨舖，成為該品牌在亞太區最大旗艦店。
2017年6月11日，溥儀眼鏡以月租60萬元租用中建大廈地下1至2號面積1,285方呎的地舖，呎租467元。同年10月16日，斯沃琪集團以月租約140萬元向中建許世勳家族租用中建大廈地下5至8號舖，面積約4,000平方呎，呎租約350元。

## 鄰近
- 中匯大廈 (香港)
- 怡安華人行
- 置地廣場
- 畢打行
- 會德豐大廈
- 皇后大道中
- 娛樂行

## 交通
港鐵
- █  荃灣綫、 █  港島綫：中環站G出口